# Sipperblommossa
Sipperblommossa (Schistidium crenatum) är en bladmossart som beskrevs av Carl Magnus Blom. Sipperblommossa ingår i släktet blommossor, och familjen Grimmiaceae. Arten är reproducerande i Sverige.